# Vals zaaibed
Een vals zaaibed is een zaaibed, waarin nog niet gezaaid wordt. Door een vals zaaibed te maken gaan de aanwezige onkruidzaden kiemen, waarna deze kiemplanten weg geschoffeld worden. Pas hierna wordt er gezaaid. Deze methode wordt vooral in de biologische landbouw toegepast. Deze methode heeft vroeg in het voorjaar minder effect, omdat de grondtemperatuur dan vaak te laag is voor een goede kieming van de onkruidzaden. Bij late kiemers, zoals zwarte nachtschade is een vals zaaibed minder effectief.